# Route des Grandes Alpes

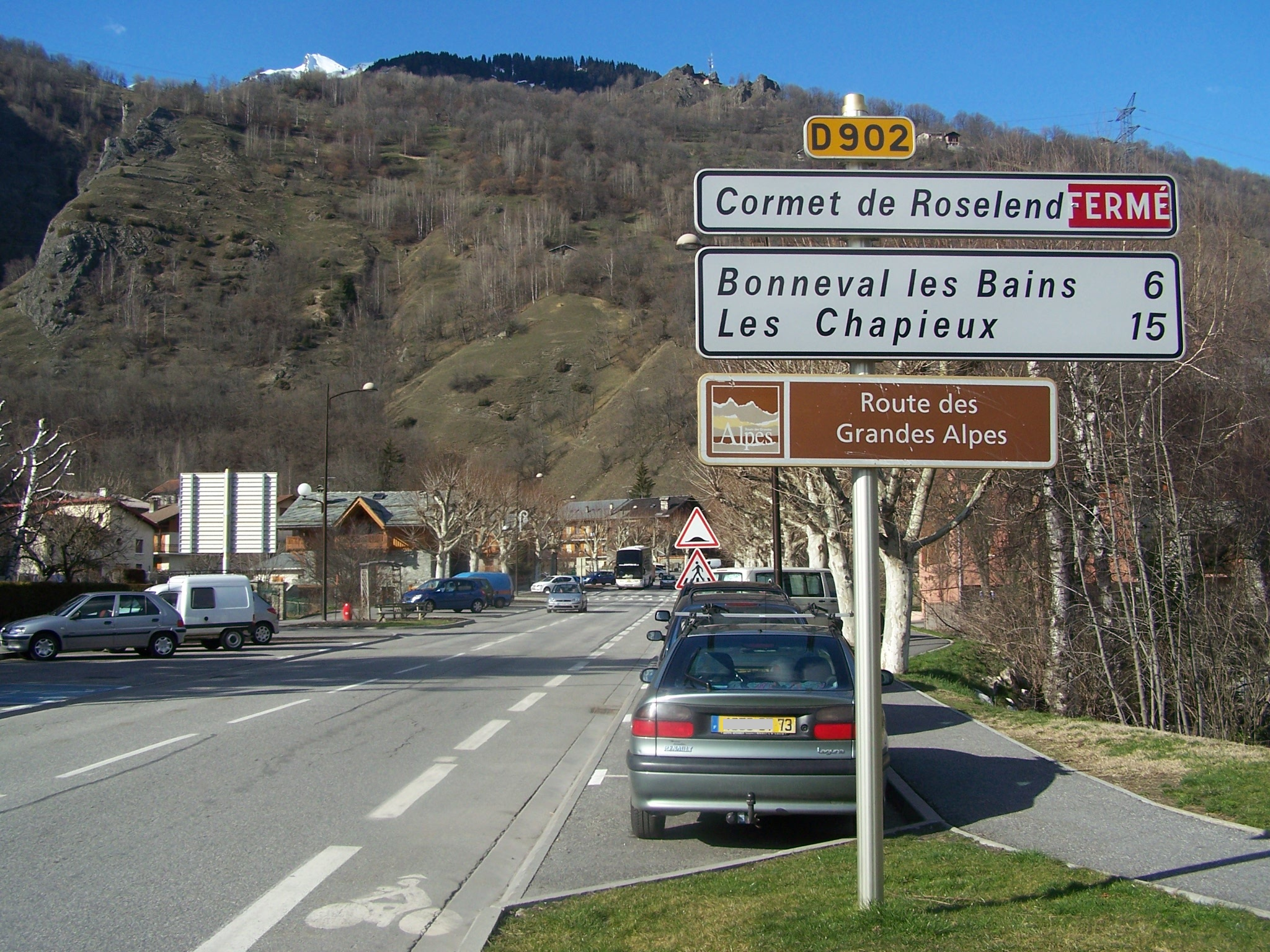
Cartello indicatore della Route des Grandes Alpes a Bourg-Saint-Maurice.

La Route des Grandes Alpes è un itinerario stradale in Francia, lungo 684 km, che attraversa le Alpi francesi da nord a sud passando per 16 valichi alpini, di cui 6 sopra i 2.000 m di altitudine: realizzato con la costruzione di numerosi tronconi di strade che collegavano altre strade già esistenti alla fine del XIX secolo ed all'inizio del XX secolo, parte da Thonon-les-Bains ed arriva a Mentone dopo aver superato 15.713 metri di dislivello totali.

## Itinerario

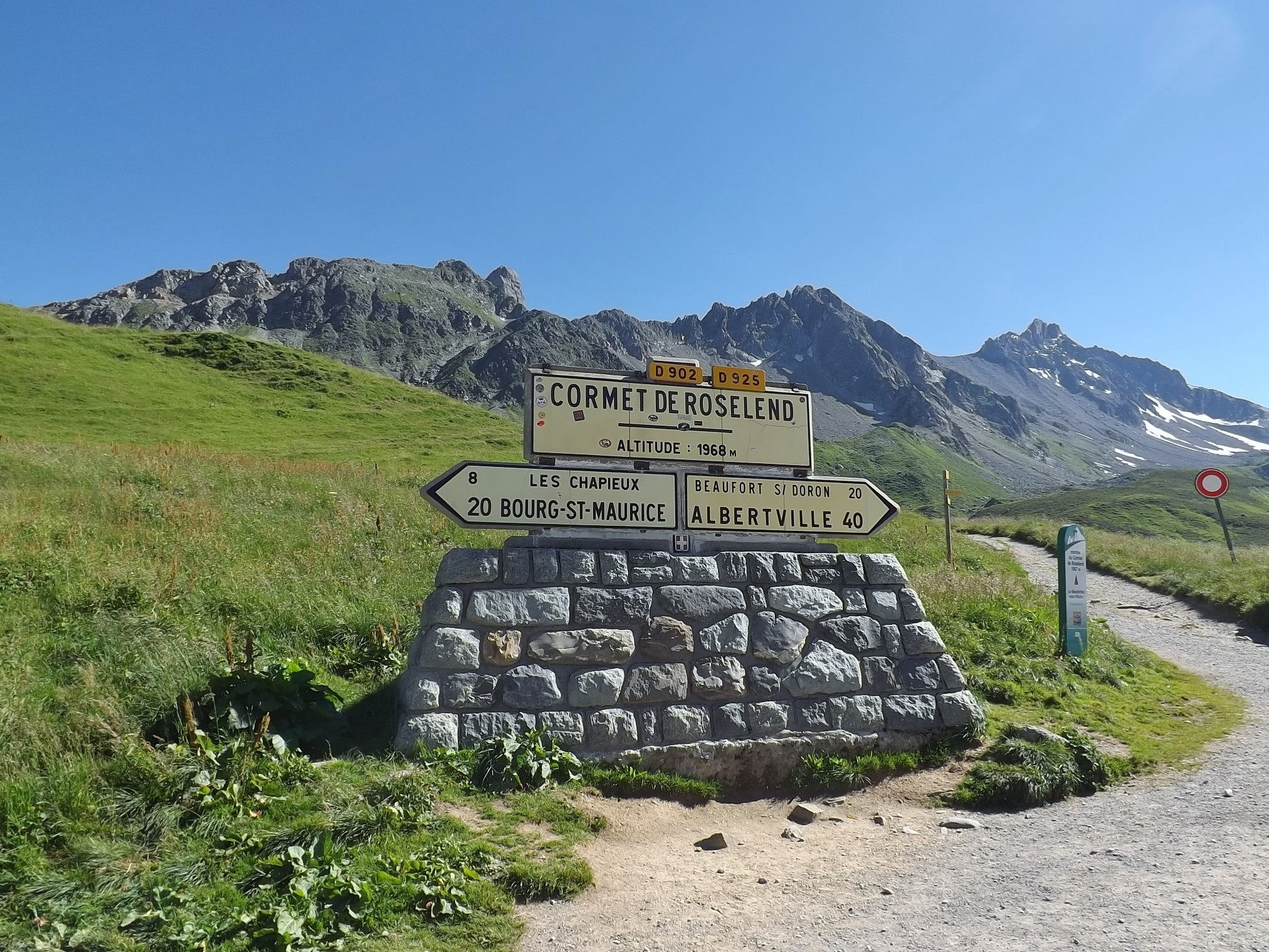
Cormet de Roselend

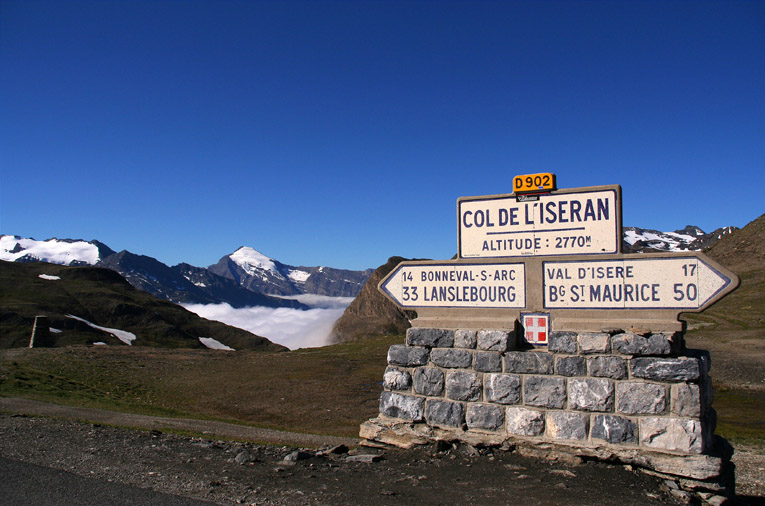
Col de l'Iseran

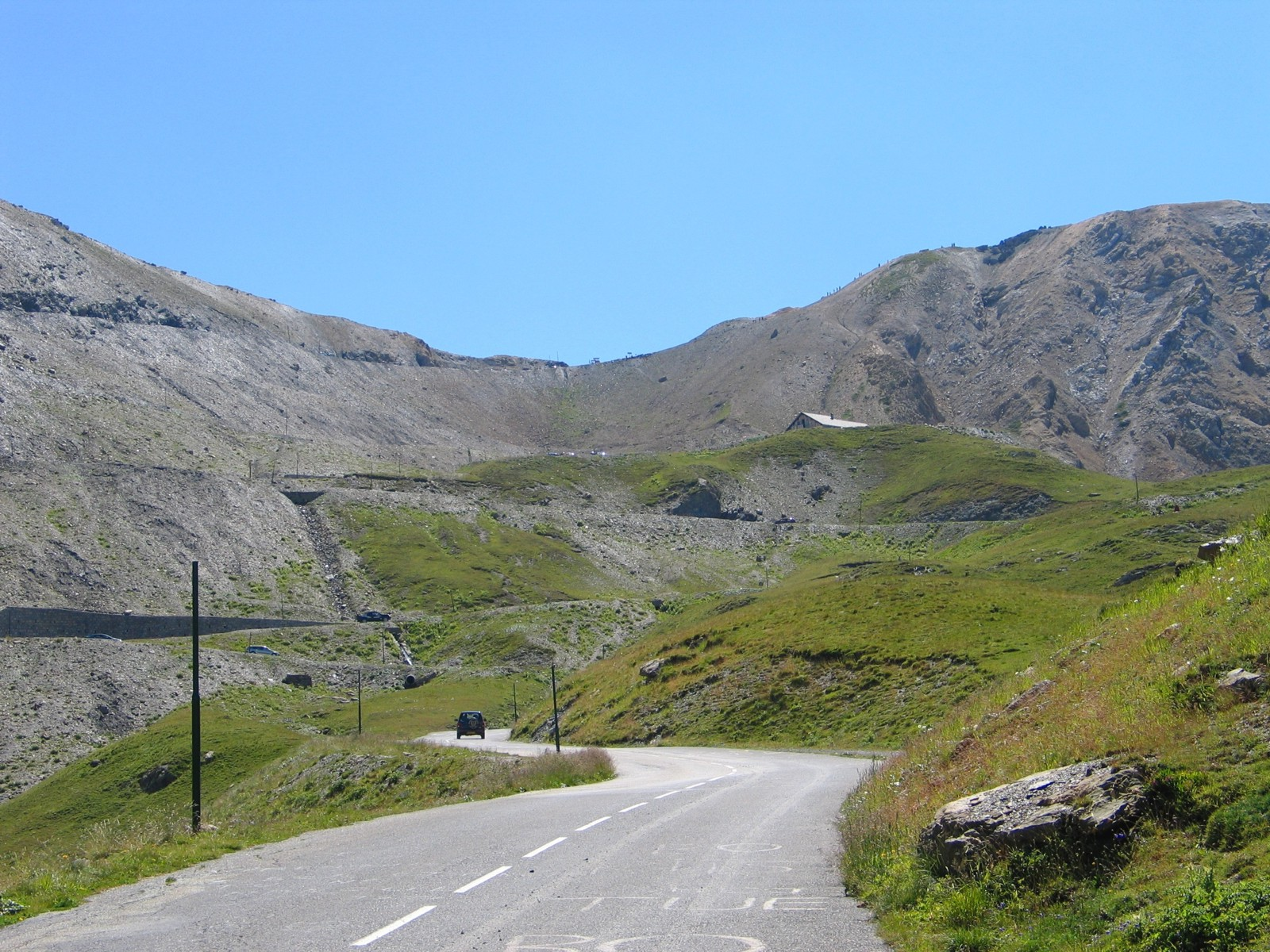
Col du Galibier

Attraversa i parchi nazionali della Vanoise, degli Écrins e del Mercantour ed i parchi naturali regionali dei Bauges e del Queyras; le città ed i valichi incontrati tra Thonon-les-Bain e Mentone sono:
- Col des Gets (1170 m)
- Col de la Colombière (1613 m)
- Colle des Aravis (1487 m)
- Les Saisies (1650 m)
- Cormet de Roselend (1967 m)
- Val-d'Isère
- Col de l'Iseran (2770 m)
- Val Cenis
- Modane
- Col du Télégraphe (1566 m)
- Valloire
- Col du Galibier (2645 m)
- Colle del Lautaret (2058 m)
- Serre Chevalier
- Briançon
- Colle dell'Izoard (2360 m)
- Guillestre
- Vars
- Colle di Vars (2108 m)
- Barcelonnette
- Colle della Cayolle (2326 m)
- Col des Champs (2087 m)
- Valberg
- Col de la Couillole (1678 m)
- Col Saint-Martin (1500 m)
- Saint-Martin-Vésubie
- Col di Turini (1604 m)
- Sospel
- Col de Castillon (706 m)
- Mentone